# Vallenay

Vallenay este o comună în departamentul Cher, Franța. În 1 ianuarie 2022 avea o populație de 694 de locuitori.